# 김희중 (1894년)
김희중(金熙重, 1894년 6월 6일 ~ 1932년 5월 1일)은 대한제국의 독립운동가이다. 본관은 수안(遂安), 호(號)는 백산(白山)·산남(山南)이다.

## 생애

### 유년과 청년기
대한제국 시대 항일 의병장 김기중(金祺重)의 7촌 조카이기도 한 그는 경상북도 문경에서 홍산 김융탁(洪山 金隆卓)의 슬하 2남 중 장남(長男)으로 출생하였으며 1899년 한성부에 이주를 하였고 1년 후 1900년에 부친상(父親喪)을 치렀으며 이후 1907년 한성교동보통학교를 졸업하였고 그 해 대한제국 황자 의친왕 이강(義親王 李堈)의 종로 잠저(鍾路 潛邸)에서 시동(侍童)을 지냈으며 그 와중, 1909년 전주 유씨(全州 柳氏)와 결혼하여 부인(夫人)과의 사이에서 슬하 2남 2녀를 두었고, 이후 1910년 일본의 계략에 의하여 대한제국이 강제 멸국되는 사태를 목도하였으며 그 후로도 1913년까지 경성 종로 의친왕부 예하 시종을 지냈고 이후 1913년에서 1919년까지 경기도 양천향교 예하 유생을 지냈다.

### 아우 김희진 관련
한편 그가 의친왕 곁을 잠시 떠난 이 와중, 그의 아우 김희진(金熙晉, 1896년 2월 29일 ~ 1919년 4월 30일(23세))은 1916년 고종(高宗)의 천출 서녀(賤出 庶女)이자 의친왕의 이복 여동생이며 덕혜옹주(德惠翁主)의 이복 언니인 이문용 궁주(李文鎔 宮主, 1900년 2월 29일 ~ 1987년 3월 28일(87세))와 결혼하여 김희중 그도 옛 주군(主君) 의친왕 이강(義親王 李堈) 공과 친인척 사돈 관계를 이루었으며 1918년 제수 이문용 여사(李文鎔 女史)와 사이에 슬하 1남 김창을(金昌乙, 김희중에게는 조카가 됨.)을 얻었지만 1919년 3·1 대한 독립 만세 운동 직후 아우 김희진(1896.02.29.~1919.04.30.)이 1919년 4월 30일, 갑자기 경성부 한강에서 사고로 비명횡사(익사)하였고 조카 김창을(金昌乙)도 1920년에 폐렴으로 인하여 향년 3세로 병사하였다.

### 삼월 대한 독립 만세 운동 이후
이후 1919년 경성부에서 3·1 대한 독립 만세 운동에 참가하였고 1920년 3월, 조선 국내에서 독립단 결성을 추진하려다가 체포되어 3개월간 옥고를 치른 후 1920년 6월, 만기 출감을 하였다. 이후로도 독립운동에 뜻을 두고 있던 그는 1921년 1월, 중화민국에 망명, 허베이성 베이핑에서 박용만(朴容萬), 이회영(李會榮) 등이 주도 조직한 대한독립단에 가입하고 대한독립단 경리부 부장에 선임되었다. 그는 태평양 회의가 미국 수도 워싱턴에서 개최된다는 소식을 접하자, 전민족이 내외 상응을 하여 독립 운동을 개시하게 되면 대한 민족의 독립 의지를 국제 사회에 널리 알리고 민족 독립을 공인받을 수 있는 절호의 기회로 생각했다. 이를 위해 국내 각지에 독립단을 결성할 목적으로 1921년 8월 귀국하였다. 그리하여 1921년 9월에는 그 시절 평소 독립 운동의 뜻을 함께 하던 황정연(黃正淵), 이춘구(李春求) 등과 모임을 갖고 대한독립군 사령부를 조직할 계획임을 통보하였다. 이에 황정연을 경리부 부장, 이춘구를 참모장으로 하는 군사령부를 조직키로 하고 이후 사단 설치를 위한 모의를 계속하였다. 그러던 중 그가 일경의 밀정에 의해 체포됨으로써 계획은 좌절되고 말았다. 그는 이 일로 인하여 1921년 12월 14일 경성지방법원에서 소위 제령(制令) 7호로 징역 3년형을 선고받고 옥고를 치른 후 1924년에 만기출감을 하였다. 출옥 후 그는 1925년 중화민국 장쑤 성 상하이에 건너가서 1925년 3월에서 1926년 1월까지 한국독립당 국가민족권익보호행정특보위원 직위를 지냈고 이후 1927년에 중화민국 둥베이 지방 지린성 지린으로 망명하여 1928년 1월 둥베이 지방 예하 각 지역 대표의원 46명이 모여 재만 조선 동포들의 권익 옹호를 위해 개최한 대한민국 임시정부 예하 재만주조선인대회(在滿洲朝鮮人大會) 예하 재만동포퇴거문제대책안동현강구위원회(在滿同胞退去問題對策安東縣講究會) 위원장으로 참석하였으며 이 대회에서 결의된 상설기구였던 재만주조선인대회 중앙집행위원에 선임되어 재만 조선 동포들의 생활 안정과 권익 보호에 힘쓰기도 하였다.

## 사후
대한민국 정부에서는 고인의 공훈을 기리고자 2000년 8월 15일, 대한민국 건국훈장 애족장을 추서하였다.